# Key Tower
Key Tower – wieżowiec w Cleveland, w stanie Ohio, w Stanach Zjednoczonych, o wysokości 289 metrów. Budynek został otwarty w 1991, posiada 57 kondygnacji.